# Hippolyte Mars
Hippolyte Mars, né le 24 novembre 1870 à Équeurdreville, où il est mort le 16 septembre 1959, est un homme politique français. 

## Biographie
Né dans une famille modeste, son père est un pêcheur granvillais (terre-neuvas), puis marin d'État. Entré en apprentissage à douze ans, il devient ouvrier ajusteur à l'arsenal de Cherbourg. Militant depuis ses seize ans, il devient rapidement responsable syndical.
Entré au conseil municipal d'Équeurdreville (Manche) le 13 mai 1900 et réélu en 1904, il devient maire SFIO le 16 mai 1908 après avoir fait élire toute la liste socialiste, et le demeure plus de cinquante ans, jusqu'à sa mort, en 1959. Il est également conseil général du canton d'Octeville entre 1919 et 1921.
Il a fait ériger le célèbre monument aux morts pacifiste de la commune réalisé par Émilie Rolez sur lequel est mentionné « Que maudite soit la guerre aux enfants d'Equeurdreville morts pendant la guerre 1914-1918 ».